# ادوارد مورفی (قایقران)
ادوارد مورفی (انگلیسی: Edward Murphy؛ زادهٔ october ۳۰, ۱۹۷۱ (۵۳ سال)) ورزشکار روئینگ اهل ایالات متحده آمریکا است.
وی در مسابقات کشوری و بین‌المللی در مجموع برندهٔ ۱ مدال طلا، ۲ مدال نقره، ۱ مدال برنز شده‌است.